# Naissance en 942
Naissance
- 938
- 939
- 940
- 941
- 942
- 943
- 944
- 945
- 946

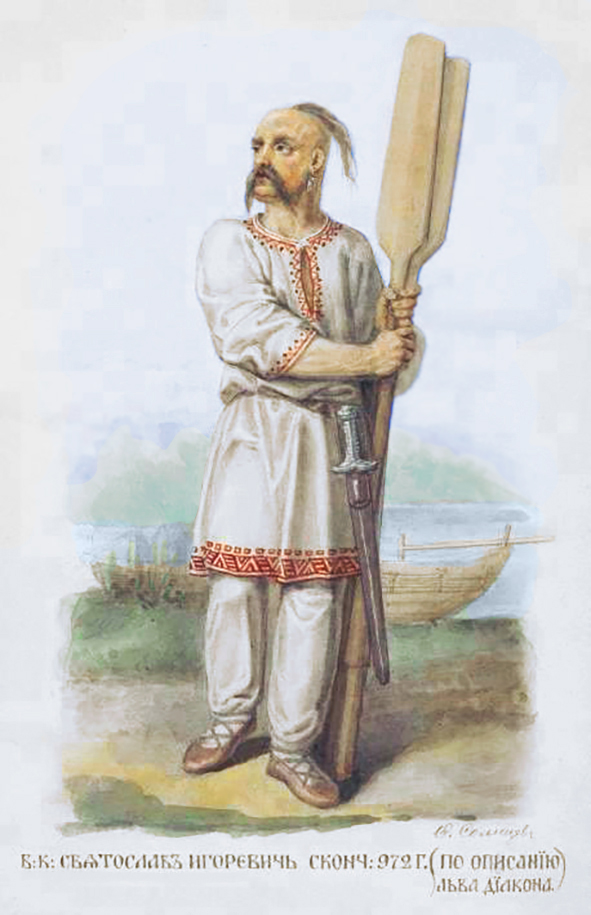
Sviatoslav Ier, né en 942.

Cette page dresse une liste de personnalités nées au cours de  l'année 942 :
- novembre ou décembre : Ibn al-Khammar, philosophe, médecin et traducteur du syriaque à l'arabe.

- Fujiwara no Tamemitsu, homme d'État, courtisan et politicien japonais de l'époque de Heian.
- Genshin, ou Eshin Sozu, penseur de l'école du bouddhisme Tendai.
- Seo Hui, diplomate et un homme politique coréen du royaume de Koryo.
- Sviatoslav Ier, ou Sviatoslav Igorevitch, dit Sviatoslav le Brave, grand-duc varègue de la Rus' de Kiev, de la dynastie des Riourikides.

date incertaine (vers 942)
- Subuktigîn, fondateur de l'empire et de la dynastie des Ghaznévides dans ce qui est l'Afghanistan aujourd'hui.

## Crédit d'auteurs
- Cet article est partiellement ou en totalité issu de l'article intitulé « 942 » (voir la liste des auteurs).